# Стадион др Милан Јелић
Стадион „Др Милан Јелић“ (стадион Максима до 30. септембра 2007) је вишенаменски стадион у Модричи. Најчешће се користи за фудбалске утакмице, а на њему своје домаћинске утакмице игра ФК Модрича, фудбалски клуб из истоименог града. Стадион има капацитет за око 7.600 гледалаца. Своје име је добио по Милану Јелићу, српском политичару, привреднику и спортском раднику из Републике Српске. Стадион је 2011. добио осветљење (четири рефлектора), а пројекат је финансирала Влада Републике Српске.

## Концерти
- Светлана Цеца Ражнатовић — 2. август 2014.